# Boston Red Sox
Los Boston Red Sox (en español, Medias Rojas de Boston) son un equipo de béisbol profesional estadounidense con sede en Boston, Massachusetts, Estados Unidos. Los Red Sox compiten en Major League Baseball (MLB) como club miembro de la división Este de la Liga Americana (AL). Fundado en 1901 como una de las ocho franquicias de la Liga Americana, el estadio de béisbol local de los Medias Rojas ha sido Fenway Park desde 1912. 
Fueron creados en 1893 como la franquicia de liga menor de la ciudad de Toledo (Ohio) en la Liga Occidental (Western League). Se mudaron a Boston cuando esta liga se convirtió en la Liga Americana en 1900. 
El propietario del equipo, John I. Taylor, eligió el nombre "Medias Rojas" alrededor de 1908, siguiendo el ejemplo de equipos anteriores que habían sido conocidos como los "Boston Red Stockings", incluido el precursor de los Atlanta Braves. El equipo ha ganado nueve campeonatos de la Serie Mundial, empatados en el tercer lugar entre todos los equipos de la MLB, y han jugado en 13. Su aparición y victoria más reciente en la Serie Mundial fue en 2018. Además, ganaron el banderín de la Liga Americana de 1904, pero no pudieron defender su campeonato de la Serie Mundial de 1903 cuando los New York Giants se negaron a participar en la Serie Mundial de 1904.  
Los Medias Rojas fueron un equipo dominante en la nueva liga, derrotaron a los Pittsburgh Pirates en la primera Serie Mundial de 1903 y ganaron cuatro campeonatos más en 1918. Sin embargo, luego entraron en una de las sequías de campeonatos más largas en la historia del béisbol, apodada la "La Maldición del Bambino" después de su supuesta creación debido a la venta de Babe Ruth por parte de los Medias Rojas a los New York Yankees dos años después de su campeonato mundial en 1918, una espera de 86 años antes del sexto Campeonato Mundial del equipo en 2004. La historia durante ese período estuvo marcada por algunos de los momentos más memorables en la historia de la Serie Mundial, incluida la "carrera loca" de Enos Slaughter en 1946, el "Sueño imposible" de 1967, el home run de Carlton Fisk en 1975 y el error de Bill Buckner, en 1986. Tras su victoria en la Serie Mundial de 2018, se convirtieron en el primer equipo en ganar cuatro trofeos de Serie Mundial en el siglo XXI, con campeonatos en 2004, 2007, 2013 y 2018. La historia del equipo también ha estado marcada por la intensa rivalidad con los Yankees de Nueva York, posiblemente, es la más feroz e histórica en los deportes profesionales de América del Norte. 
Los Medias Rojas de Boston son propiedad de Fenway Sports Group, que también es propietario del Liverpool F.C. de la Premier League de Inglaterra. Son consistentemente uno de los mejores equipos de la MLB en asistencia promedio en carretera, mientras que la pequeña capacidad de Fenway Park les impide liderar en asistencia general. Desde el 15 de mayo de 2003 hasta el 10 de abril de 2013, los Medias Rojas agotaron todos los partidos en casa: un total de 820 juegos (794 temporada regular) para un importante récord deportivo profesional. Tanto "Sweet Caroline" de Neil Diamond como "Dirty Water" de The Standells se han convertido en himnos para los Medias Rojas.

## Historia

### 1901–1919: La Era Dorada

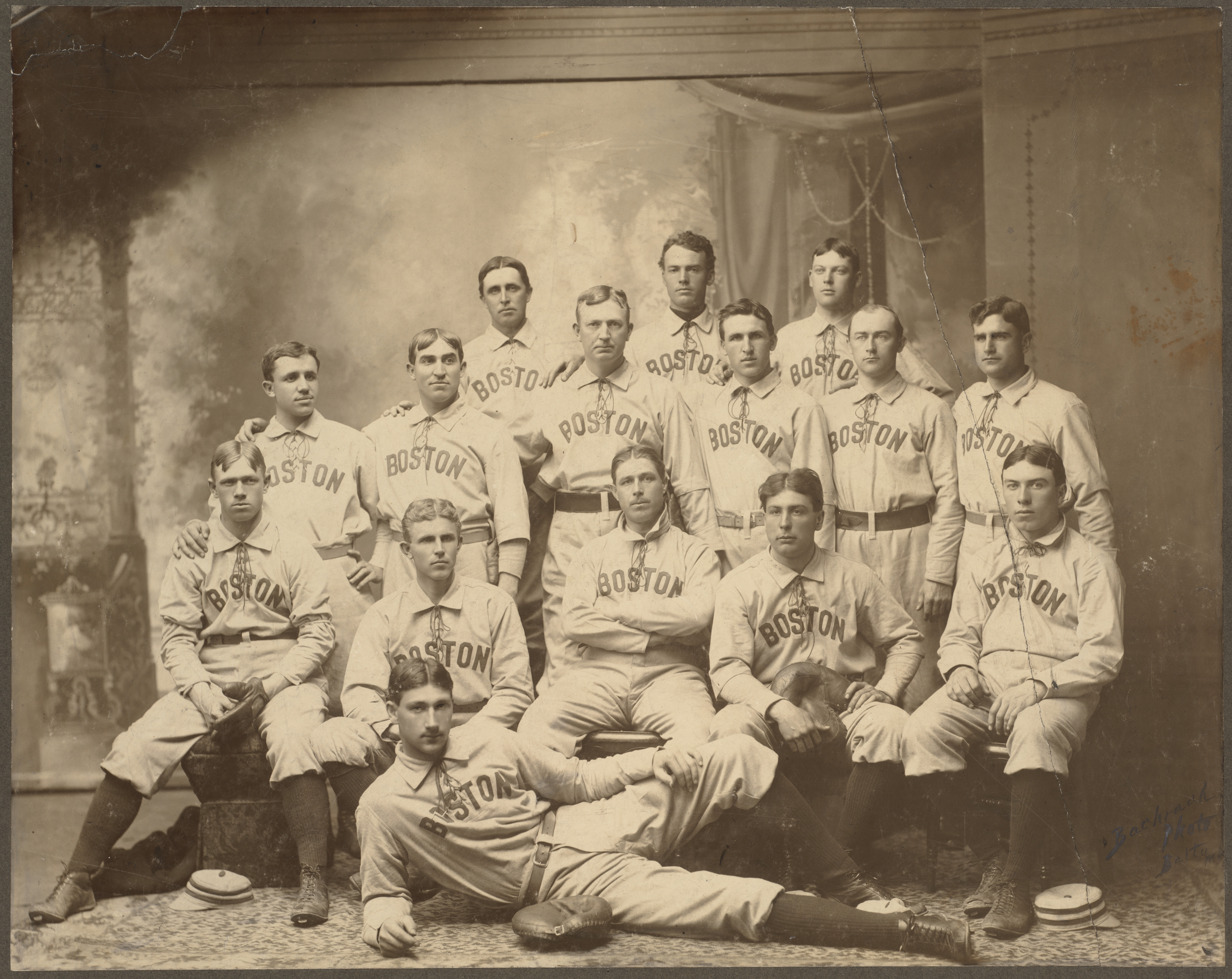
Fotografía del equipo de Boston Americans del año 1901.

En 1901, la Liga Occidental, dirigida por Ban Johnson, se declaró igual a la Liga Nacional, entonces la única liga importante de béisbol. Johnson había cambiado el nombre de la liga a Liga Americana antes de la temporada de 1900. En 1901, la liga creó una franquicia en Boston, llamada "Boston Americans", para competir con el equipo de la Liga Nacional allí.
Jugando sus partidos en casa en Huntington Avenue Grounds, la franquicia de Boston terminó segunda en la liga en 1901 y tercera en 1902. El equipo fue originalmente propiedad de C.W. Somers. En enero de 1902, vendió todas menos una parte del equipo a Henry Killilea.
Los primeros equipos estaban dirigidos por el mánager y tercera base estrella Jimmy Collins, los jardineros Chick Stahl, Buck Freeman y Patsy Dougherty, y el lanzador Cy Young, quien en 1901 ganó la Triple Corona de lanzadores con 33 victorias (41,8% de las 79 victorias del equipo). , 1.62 de efectividad y 158 ponches.

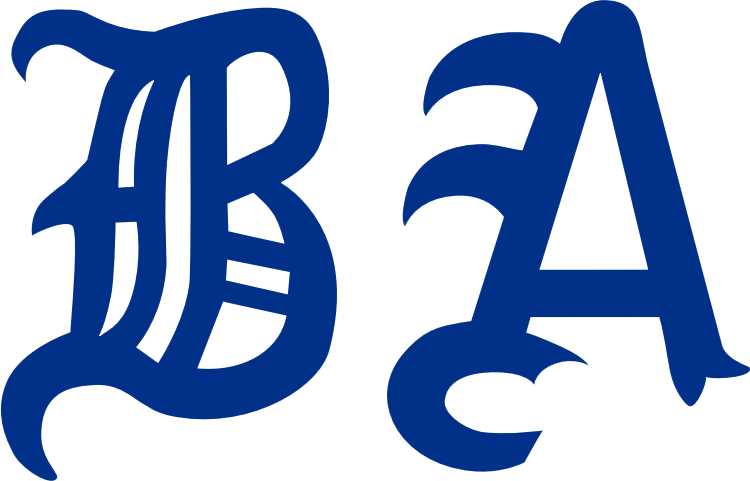
El logotipo de los Boston Americans, 1901–07.

En 1903, el equipo ganó su primer banderín de la Liga Americana y, como resultado, Boston participó en la primera Serie Mundial moderna, enfrentándose a los Piratas de Pittsburgh. Con la ayuda de los cánticos modificados de "Tessie" del club de aficionados Royal Rooters y de su cuerpo de lanzadores más fuerte, los estadounidenses ganaron la serie al mejor de nueve cinco juegos a tres.

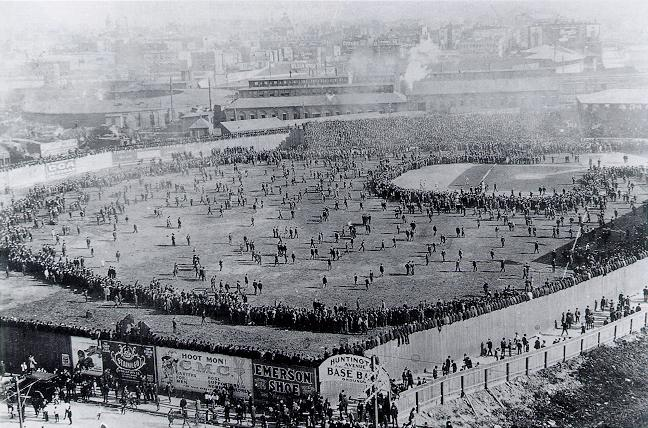
Foto icónica de Huntington Avenue Grounds antes del primer juego moderno de la Serie Mundial.

En abril de 1904, John I. Taylor de Boston compró el equipo. El equipo de 1904 se encontró en una carrera por el banderín contra los Highlanders de Nueva York. Un predecesor de lo que se convirtió en una rivalidad histórica, esta carrera contó con el canje de Patsy Dougherty a los Highlanders por Bob Unglaub. Para ganar el banderín, los Highlanders necesitaban ganar los dos juegos de su doble cartelera final con los estadounidenses en el estadio local de los Highlanders, Hilltop Park. Con Jack Chesbro en el montículo y el marcador empatado 2-2 con un hombre en tercera en la parte alta de la novena, Chesbro se escapó de un escupitajo y Lou Criger anotó la carrera de la ventaja y los estadounidenses ganaron su segundo banderín. Sin embargo, el campeón de la Liga Nacional, los New York Giants, se negó a jugar ninguna serie de postemporada, pero una fuerte reacción del público llevó a las dos ligas a convertir la Serie Mundial en un campeonato permanente, a partir de 1905.

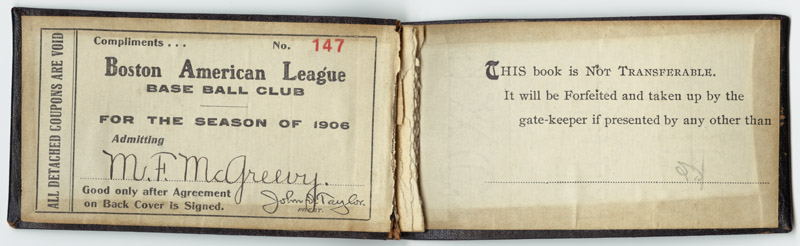
Un pase para la temporada de 1906.

En 1906, Boston perdió 105 juegos y terminó último en la liga. En diciembre de 1907, Taylor propuso que el nombre de Boston Americans cambiara a Boston Red Sox. 
Para 1909, el jardinero central Tris Speaker se había convertido en un elemento fijo en los jardines de Boston y el equipo terminó la temporada en tercer lugar. En 1912, los Medias Rojas ganaron 105 juegos y el banderín. Las 105 victorias se mantuvieron como el récord del club hasta que el club de 2018 ganó 108. Anclados por un jardín que incluía a Tris Speaker, Harry Hooper y Duffy Lewis, y al lanzador Smoky Joe Wood, los Medias Rojas vencieron a los Gigantes de Nueva York 4-3-1 en el Serie Mundial de 1912 más conocida por Snodgrass's Muff. 
De 1913 a 1916, los Medias Rojas fueron propiedad de Joseph Lannin. En 1914, Lannin fichó a un joven lanzador prometedor llamado Babe Ruth de los Orioles de Baltimore de la Liga Internacional. En 1915, el equipo ganó 101 juegos y pasó a la Serie Mundial de 1915, donde vencieron a los Filis de Filadelfia cuatro juegos a uno. Después de la temporada de 1915, Tris Speaker fue cambiado a los Indios de Cleveland. Los Red Sox ganaron la Serie Mundial de 1916, derrotando a los Brooklyn Robins. 
Harry Frazee compró los Medias Rojas a Joseph Lannin en 1916 por unos US$675 000 (equivalente a $18 900 000 en 2023). En 1918, Babe Ruth llevó al equipo a otro campeonato de la Serie Mundial sobre los Cachorros de Chicago.

### Venta de Babe Ruth y secuelas (1920-1938)

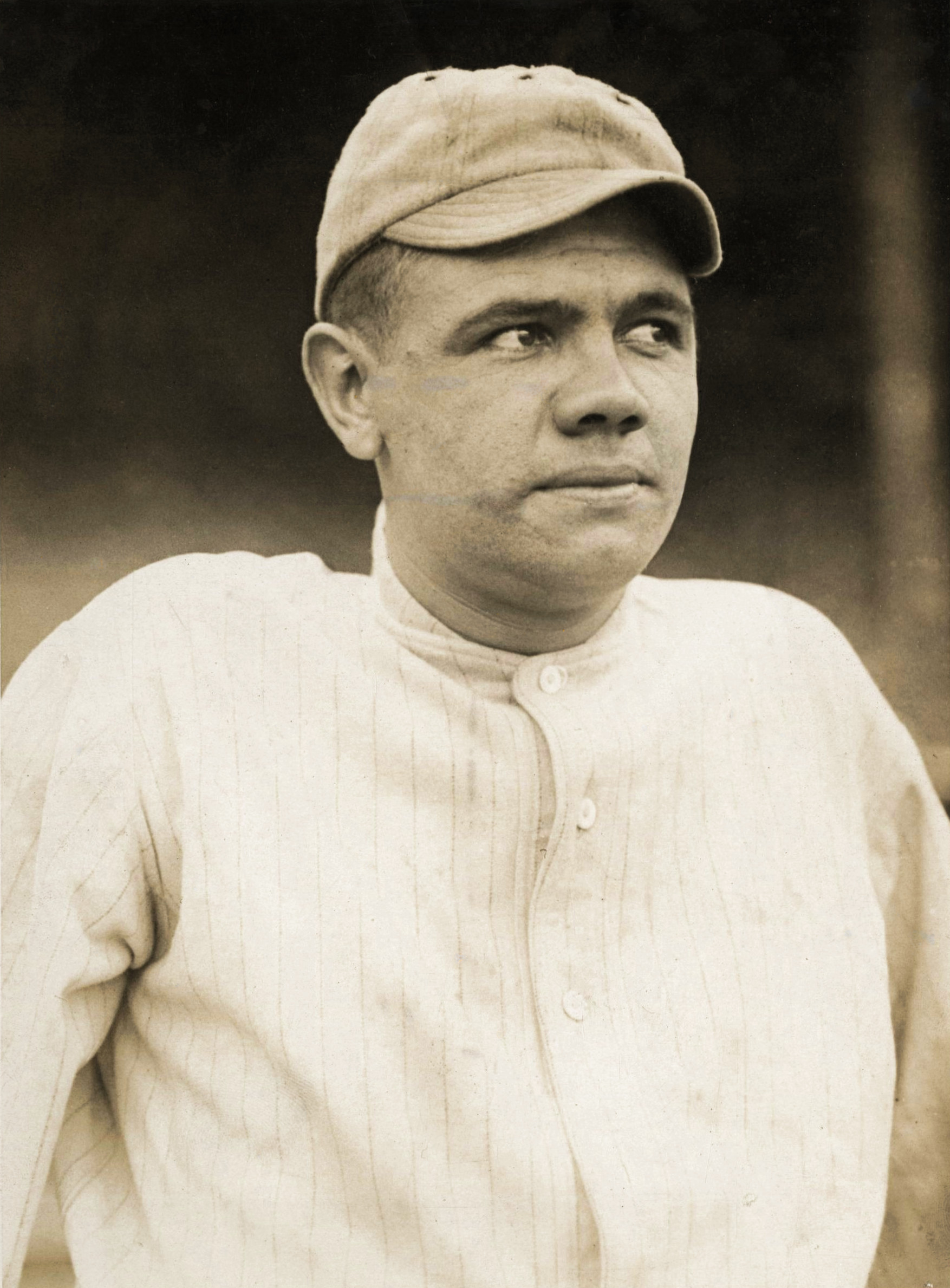
Babe Ruth en 1915.

Antes de la venta de Babe Ruth, se produjeron múltiples intercambios entre los Medias Rojas y los Yankees. El 18 de diciembre de 1918, el jardinero Duffy Lewis, el lanzador Dutch Leonard y el lanzador Ernie Shore fueron cambiados a los Yankees por el lanzador Ray Caldwell, Slim Love, Roxy Walters, Frank Gilhooley por US$15 000 (equivalente a $303 850 en 2023). En julio de 1919, el lanzador Carl Mays renunció al equipo y luego fue cambiado a los Yankees por Bob McGraw, Allan Russell por US$40 000 (equivalente a $702 956 en 2023).
Después de que Mays fuera canjeado, el presidente de la liga, Ban Johnson, lo suspendió debido a que rompió su contrato con los Medias Rojas. Los Yankees fueron a la corte después de que Johnson suspendiera a Mays. Después de que los Yankees pudieran jugar contra Mays, la Liga Americana se dividió en dos facciones: los Yankees, los Medias Rojas y los Medias Blancas, conocidos como los "Insurrectos", versus Johnson y los cinco clubes restantes, también conocidos como los "Cinco Leales".
El 26 de diciembre de 1919, el equipo vendió a Babe Ruth, que había jugado las seis temporadas anteriores para los Medias Rojas, al rival Yankees de Nueva York. La venta se anunció el 6 de enero de 1920. En 1919, Ruth había batido el récord de jonrones en una sola temporada, con 29 jonrones. Se creía que Frazee vendió a Ruth para financiar el musical de Broadway No, No, Nanette. Si bien No, No, Nanette no se estrenó en Broadway hasta 1925, el libro de Leigh Montville, The Big Bam: The Life and Times of Babe Ruth, informa que No, No, Nanette se había originado como una obra de teatro no musical llamada My Lady Friends, que se estrenó en Broadway en diciembre de 1919. Según el libro, My Lady Friends había sido financiada por la venta de Ruth a los Yankees. La venta de Babe Ruth llegó a ser vista como el comienzo de la rivalidad entre los Yankees y los Medias Rojas, considerada la "mejor rivalidad" por los periodistas deportivos estadounidenses.
En diciembre de 1920, Wally Schang, Waite Hoyt, Harry Harper y Mike McNally fueron cambiados a los Yankees por Del Pratt, Muddy Ruel, Hank Thormahlen, Sammy Vick. El invierno siguiente, el campocorto Everett Scott y los lanzadores Bullet Joe Bush y Sad Sam Jones fueron cambiados a los Yankees por Roger Peckinpaugh, quien fue cambiado inmediatamente a los Senadores de Washington, Jack Quinn, Rip Collins, Bill Piercy.
El 23 de julio de 1922, Joe Dugan y Elmer Smith fueron cambiados a los Yankees por Elmer Miller, Chick Fewster, Johnny Mitchell y Lefty O'Doul. La adquisición de Dugan ayudó a los Yankees a superar a los St. Louis Browns en una reñida carrera por el banderín. Después de transacciones tardías en 1922, entró en vigor una fecha límite de negociación del 15 de junio. En 1923, los Medias Rojas cambiaron a Herb Pennock a los Yankees por Camp Skinner, Norm McMillan y George Murray.
La pérdida de varios de los mejores jugadores envió a los Medias Rojas a una caída libre. Durante la década de 1920 y principios de la de 1930, los Medias Rojas eran fijos en la segunda división y nunca terminaban a menos de 20 juegos del primero. Las pérdidas aumentaron después de que Frazee vendió el equipo a Bob Quinn en 1923. El equipo tocó fondo en 1932 con un récord de 43–111, siendo el peor récord en la historia de la franquicia. Sin embargo, en 1931, Earl Webb estableció la marca histórica de más dobles en una temporada con 67.
En 1933, Tom Yawkey compró el equipo. Yawkey adquirió a los lanzadores Wes Ferrell[cita requerida] y Lefty Grove, Joe Cronin, campocorto y mánager, y al primera base Jimmie Foxx. En 1938, Foxx conectó 50 jonrones, un récord del club durante 68 años. Ese año, Foxx también estableció un récord del club de 175 carreras.

## Estadios
- Braves Field (Domingos, 1929 - 1932, Serie Mundial 1915 - 1916)
- Huntington Avenue Grounds (1901 - 1911)
- Fenway Park (1912-presente)

## Números retirados

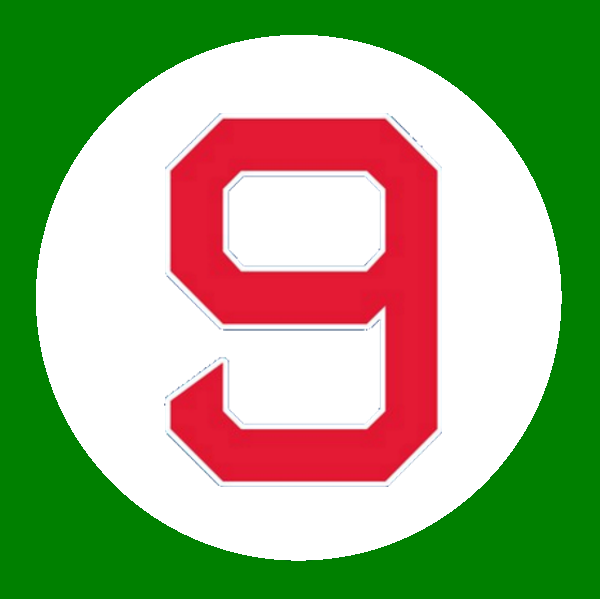
Ted Williams LF Retirado en 1984
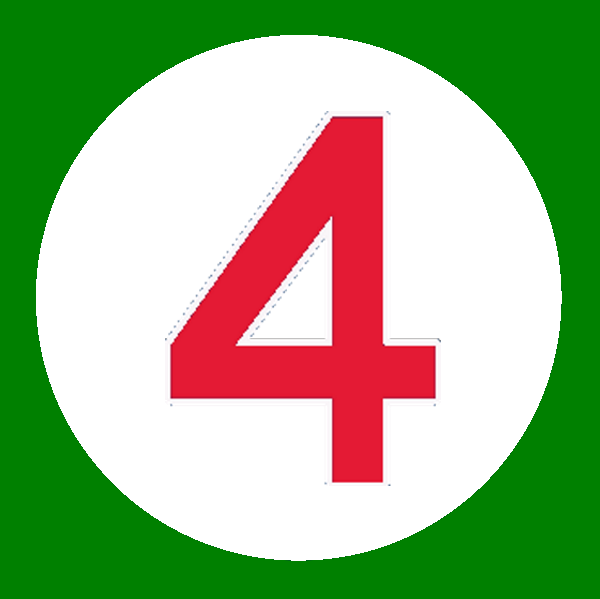
Joe Cronin SS, Manager y GM Retirado en 1984
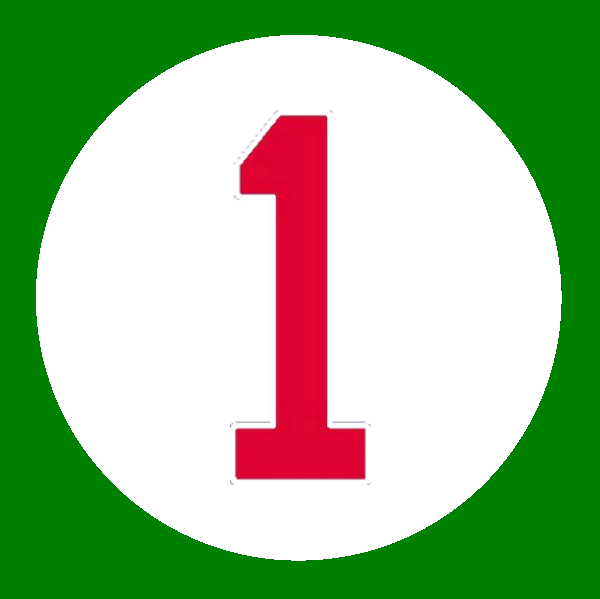
Bobby Doerr 2B, Coach Retirado en 1988
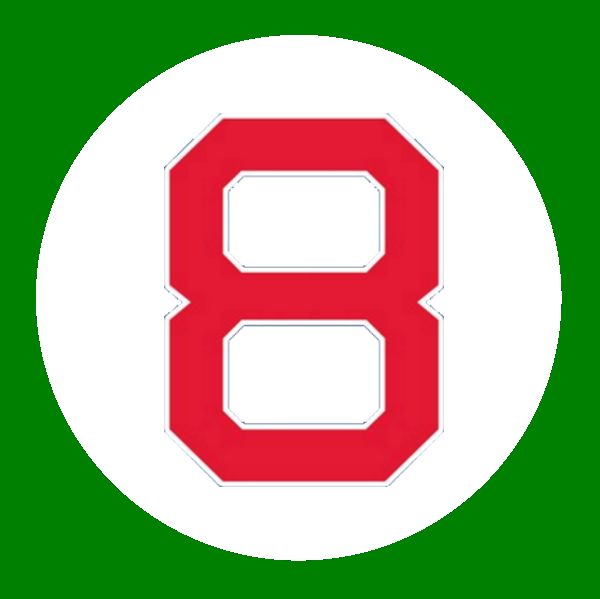
Carl Yastrzemski LF, 1B, DH Retirado en 1989
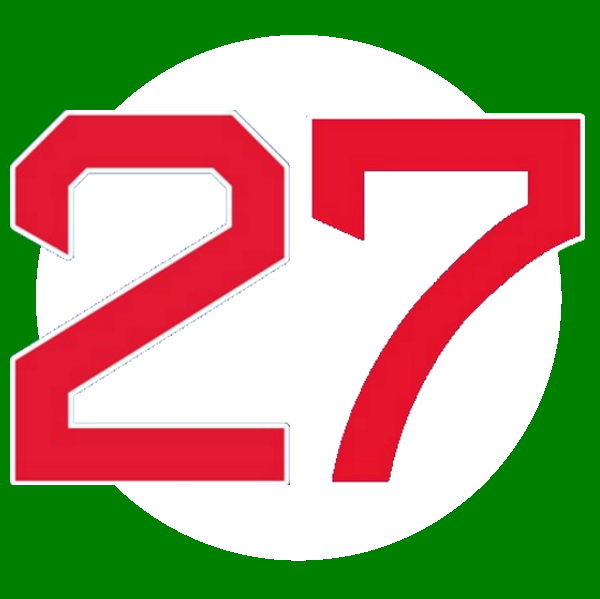
Carlton Fisk C Retirado en 2000
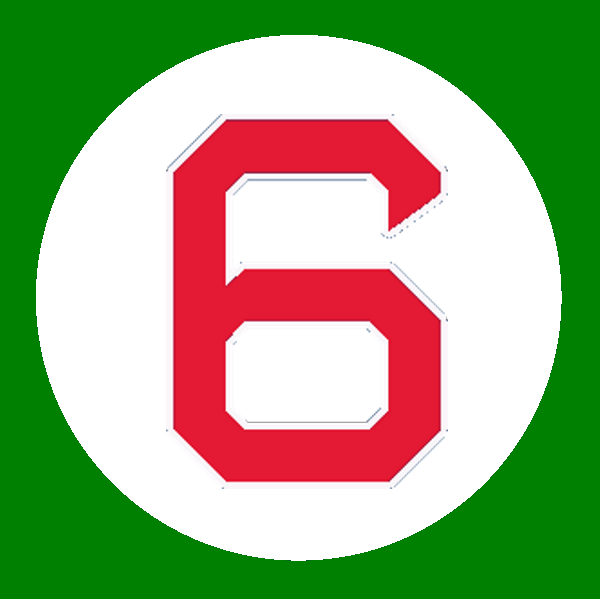
Johnny Pesky SS,3B, Manager y Coach Retirado en 2008
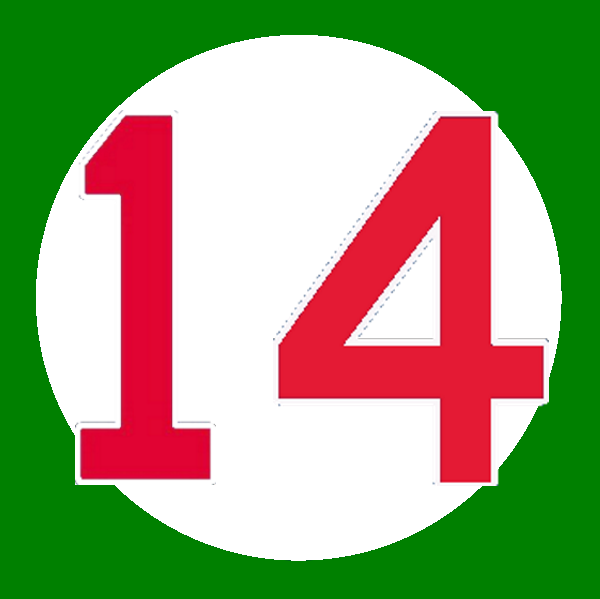
Jim Rice LF, DH y Coach Retirado en 2009
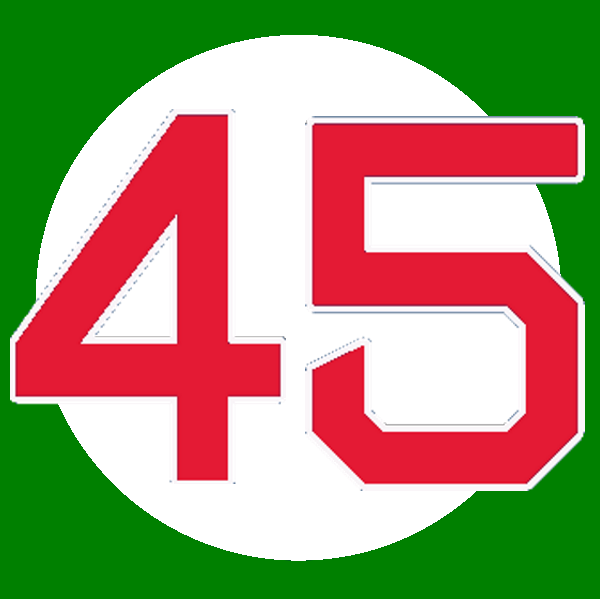
Pedro Martínez Pitcher Retirado en 2015
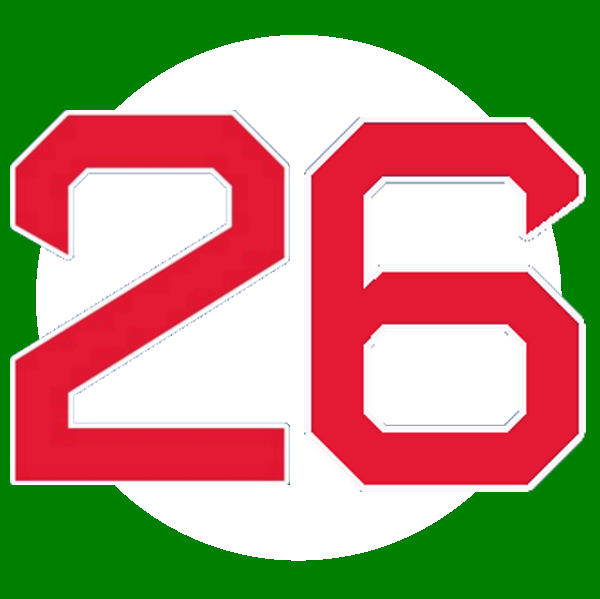
Wade Boggs 3B Retirado en 2016
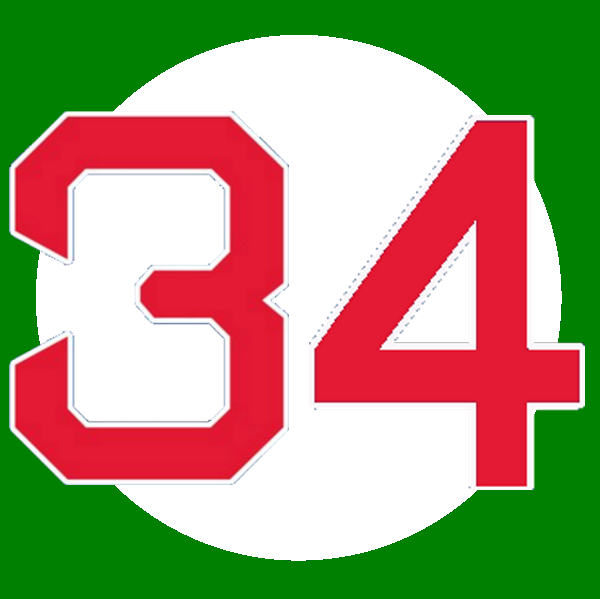
David Ortiz 1B y DH Retirado en 2017
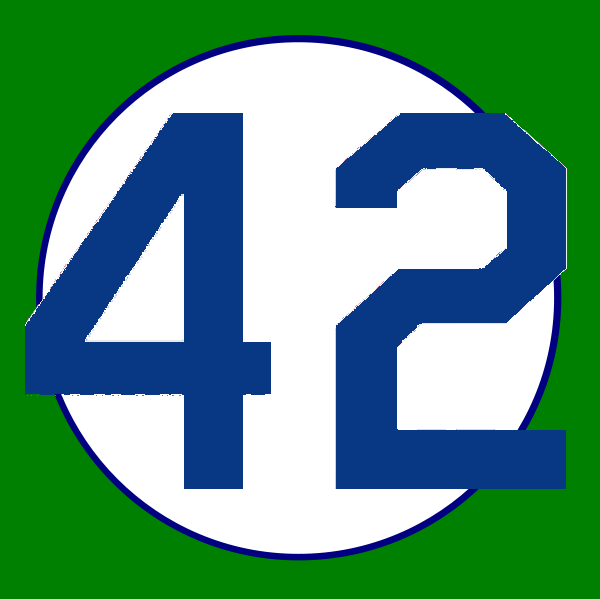
Jackie Robinson 2B Retirado en 1997

## Equipo actual
- Actualizado el 31 de marzo de 2024.[1]

### Miembros del Salón de la Fama[2]
| - Wade Boggs * - Lou Boudreau - Jesse Burkett - Orlando Cepeda - Jack Chesbro - Jimmy Collins * - Joe Cronin * - Bobby Doerr * - Dennis Eckersley - Rick Ferrell ** - Carlton Fisk ** - Jimmie Foxx ** - Lefty Grove ** - Harry Hooper * - Waite Hoyt - Ferguson Jenkins | - George Kell - Pedro Martínez** - Heinie Manush - Juan Marichal - David Ortiz * - Herb Pennock - Tony Pérez - Red Ruffing - Babe Ruth - Tom Seaver - Al Simmons - Tris Speaker - Ted Williams * - Carl Yastrzemski * - Cy Young |

## Palmarés
- Serie Mundial (9): 1903, 1912, 1915, 1916, 1918, 2004, 2007, 2013, 2018.
  - Subcampeón Serie Mundial (4): 1946, 1967, 1975, 1986.

- Banderines de la Liga Americana (14): 1903, 1904, 1912, 1915, 1916, 1918, 1946, 1967, 1975, 1986, 2004, 2007, 2013, 2018.

- División Este AL (10): 1975, 1986, 1988, 1990, 1995, 2007, 2013, 2016, 2017, 2018.

## Rivalidades

### New York Yankees
Los rivales históricos de los Boston Red Sox son los New York Yankees. La rivalidad entre ambas franquicias es una de las más antiguas e importantes, no solo de la MLB, sino del deporte estadounidense.
Uno de los aspectos más destacados de la rivalidad fue la llamada Maldición del Bambino, un periodo de 86 años (1918-2004) en el que los Red Sox no ganaron ni una vez la Serie Mundial. El inicio de esta sequía, una de las más largas de la historia del béisbol, coincide con la venta de Babe Ruth (jugador del conjunto bostoniano entre 1914 y 1919 conocido como El Bambino) a los Yankees en 1920.